# Hoher Lorenzen
Der Hohe Lorenzen oder Hohe Lorenzenberg ist ein 2315 m ü. A. hoher Berg in den Stubaier Alpen an der Grenze zwischen Nord- und Südtirol.

## Lage und Landschaft
Der Hohe Lorenzen liegt am Alpenhauptkamm bzw. im östlichen Hauptkamm der Stubaier Alpen wenige Kilometer südwestlich des Brennerpasses. Über den Kamm verläuft die Grenze zwischen Nordtirol (Gemeinde Gries am Brenner) und Südtirol (Gemeinde Brenner), sowie seit dem Inkrafttreten des Vertrags von Saint-Germain 1920 die Staatsgrenze zwischen Österreich und Italien.
Als westlicher Nachbar im Kamm folgt der Grubenkopf. Im Nordosten folgt der Fradersteller, getrennt durch das Flachjoch.
So wie die weiteren Gratgipfel der näheren Umgebung ist der Hohe Lorenzen eine eher sanfte Erhebung.
Der Gipfel lässt sich von österreichischer oder italienischer Seite als lange, aber einfache Bergwanderung erreichen.